# Ait Boukhayou
 (février 2024).
La mise en forme du texte ne suit pas les recommandations de Wikipédia : il faut le « wikifier ».
Les points d'amélioration suivants sont les cas les plus fréquents. Le détail des points à revoir est peut-être précisé sur la page de discussion.
- Les titres sont pré-formatés par le logiciel. Ils ne sont ni en capitales, ni en gras.
- Le texte ne doit pas être écrit en capitales (les noms de famille non plus), ni en gras, ni en italique, ni en « petit »…
- Le gras n'est utilisé que pour surligner le titre de l'article dans l'introduction, une seule fois.
- L'italique est rarement utilisé : mots en langue étrangère, titres d'œuvres, noms de bateaux, etc.
- Les citations ne sont pas en italique mais en corps de texte normal. Elles sont entourées par des guillemets français : « et ».
- Les listes à puces sont à éviter, des paragraphes rédigés étant largement préférés. Les tableaux sont à réserver à la présentation de données structurées (résultats, etc.).
- Les appels de note de bas de page (petits chiffres en exposant, introduits par l'outil «  Source ») sont à placer entre la fin de phrase et le point final[comme ça].
- Les liens internes (vers d'autres articles de Wikipédia) sont à choisir avec parcimonie. Créez des liens vers des articles approfondissant le sujet. Les termes génériques sans rapport avec le sujet sont à éviter, ainsi que les répétitions de liens vers un même terme.
- Les liens externes sont à placer uniquement dans une section « Liens externes », à la fin de l'article. Ces liens sont à choisir avec parcimonie suivant les règles définies. Si un lien sert de source à l'article, son insertion dans le texte est à faire par les notes de bas de page.
- La présentation des références doit suivre les conventions bibliographiques. Il est recommandé d'utiliser les modèles {{Ouvrage}}, {{Chapitre}}, {{Article}}, {{Lien web}} et/ou {{Bibliographie}}. Le mode d'édition visuel peut mettre en forme automatiquement les références.
- Insérer une infobox (cadre d'informations à droite) n'est pas obligatoire pour parachever la mise en page.

Pour une aide détaillée, merci de consulter Aide:Wikification.
Si vous pensez que ces points ont été résolus, vous pouvez retirer ce bandeau et améliorer la mise en forme d'un autre article.
Ait Boukhayou (en amazigh : ⴰⵢⵜ ⴱⵓⵅⵢⵓ , en arabe : آيت بوخيو) est un groupe de tribus du Maroc, géographiquement située dans la province de Khénifra et administrativement rattachée à la commune rurale de Sebt Aït Rahou. Sa population est estimée à 3 752 habitants selon le Recensement Général de la Population et de l'Habitat de l'année 2004.
Ait Boukhayou possède un petit village appelé Souk Tnine Ait Boukhayou. Son souk est actif tous les lundis.

## Géographie

### Situation
Ait Boukhayou est située aux confins de la région de Béni Mellal-Khénifra et de Rabat-Salé-Kénitra.
| Ain Sbit       | Tiddas         | Oulmes         |
| Ezzhiliga      | Ait Boukhayou  | Oulmes         |
| Sebt Ait Rahou | Sebt Ait Rahou | Sebt Ait Rahou |

### Climat

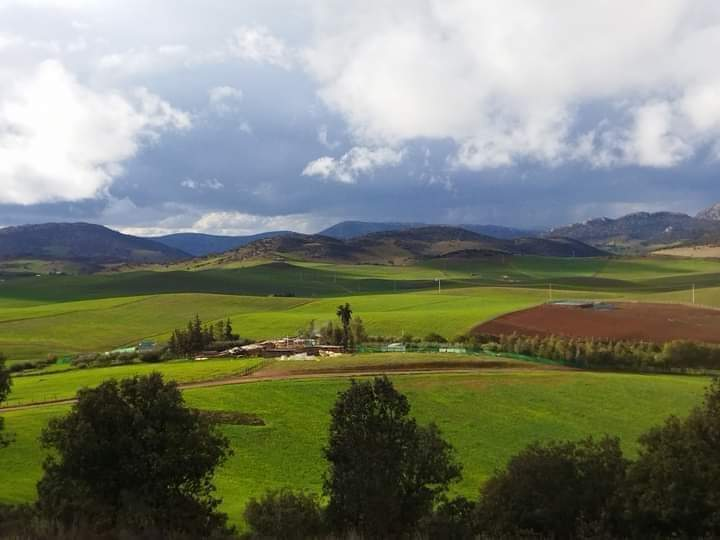

Ait Boukhayou bénéficie d'un climat méditerranéen tempéré avec des étés chauds et secs (Csa), conformément à la classification de Köppen-Geiger. La température moyenne annuelle dans la région s'élève à 17,3 °C, tandis que les précipitations moyennes atteignent 527,9 mm au cours de l'année.

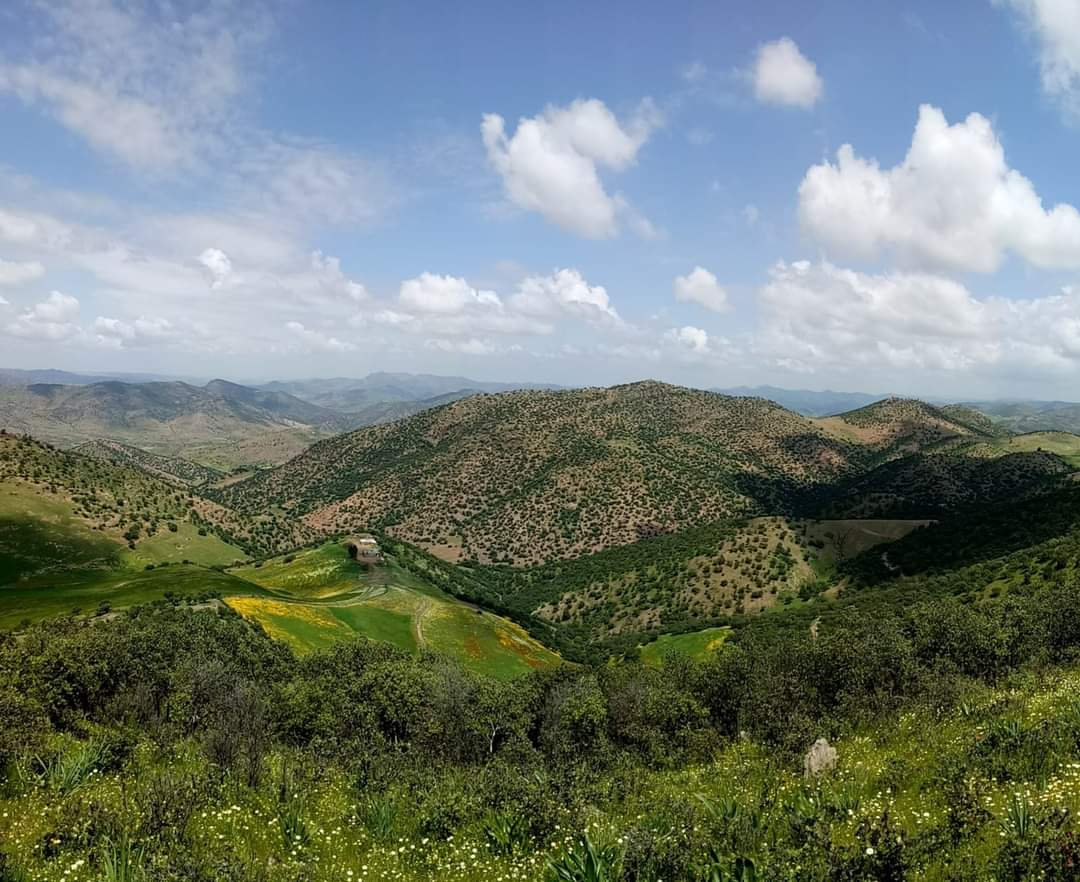

## Économie

### Agriculture

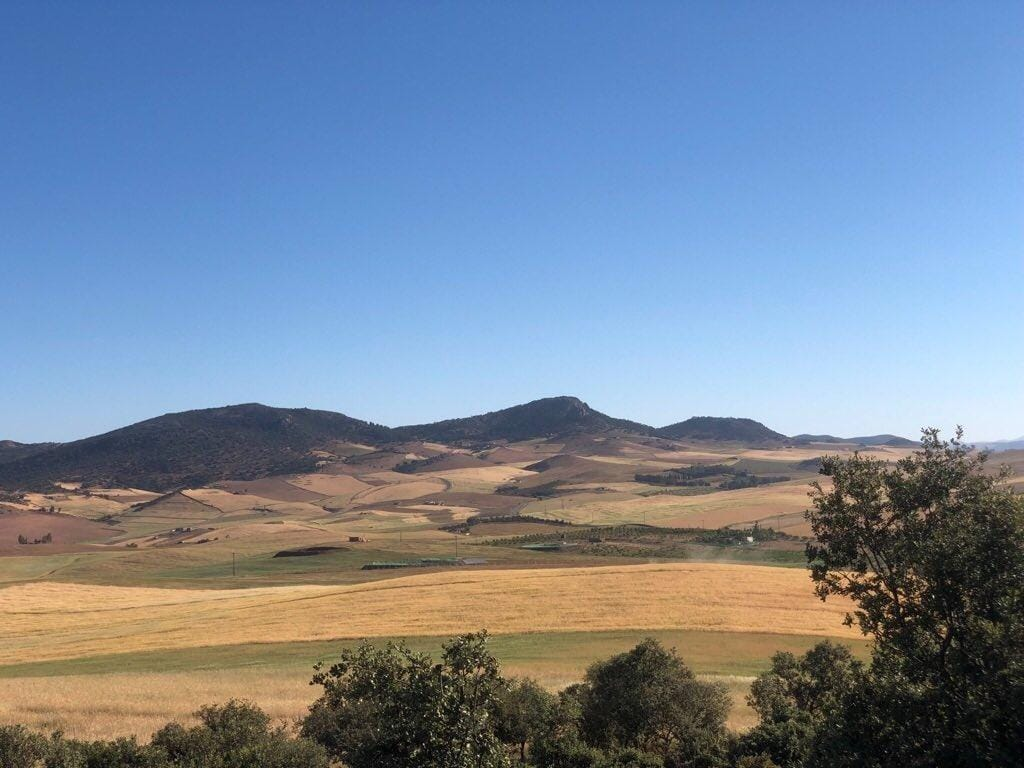
Champs agricoles à Ait Boukhayou

Ait Boukhayou, étant ancrée dans une région riche sur le plan agricole, voit son économie fortement influencée par les activités agricoles. L'agriculture occupe une place prépondérante dans la vie économique de la région, avec des terres fertiles propices à la culture de différentes cultures. Les habitants d'Ait Boukhayou se consacrent principalement à la culture de céréales, d'olives, et d'autres cultures caractéristiques de la région. L'élevage, en particulier l'élevage ovin, joue également un rôle crucial dans l'économie locale. Les agriculteurs et les éleveurs tirent profit des ressources naturelles abondantes, contribuant ainsi de manière significative à la subsistance de la communauté. Cette dépendance à l'égard de l'agriculture influence non seulement l'économie locale, mais aussi la vie quotidienne des habitants d'Ait Boukhayou.

## Sports
Le football est la principale activité sportive d'Ait Boukhayou,. Cependant, il n'y a pas de clubs ou d'associations encadrant et soutenant les joueurs locaux.

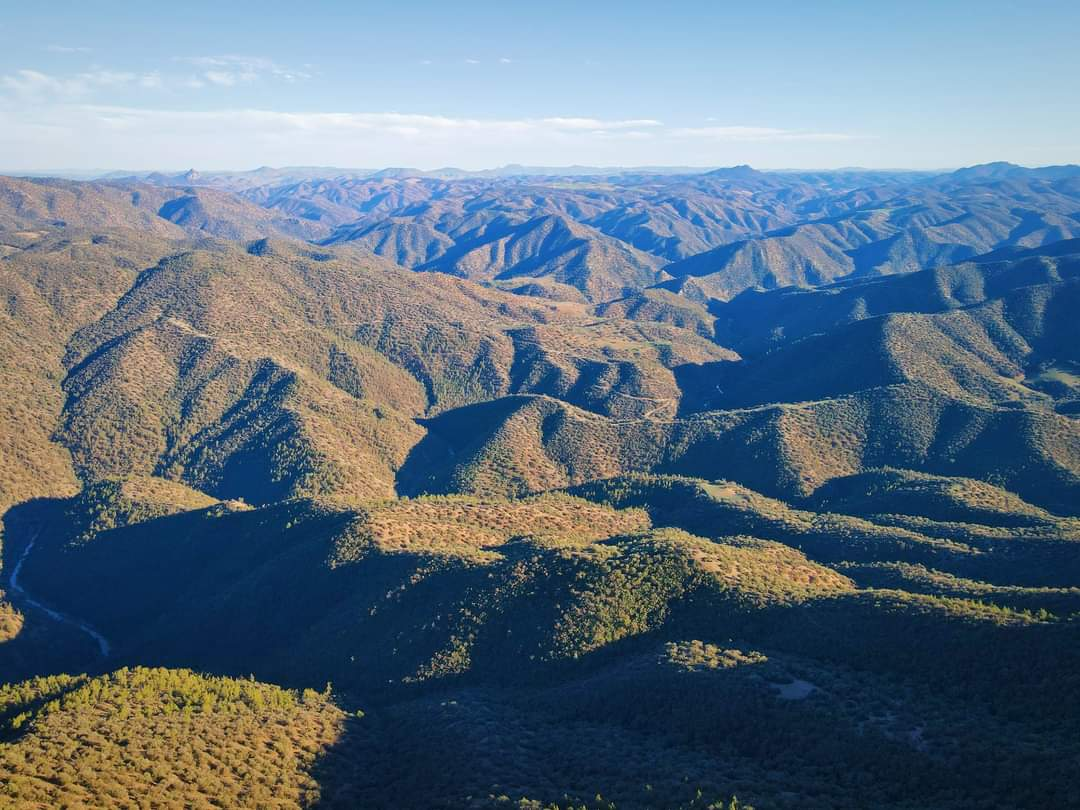
Les vastes forêts d'Ait Boukhayou

La chasse au sanglier à Ait Boukhayou est une pratique populaire parmi les habitants. Elle contribue à maintenir l'équilibre écologique en contrôlant la population de ces animaux sauvages et offre également une source de nourriture locale.

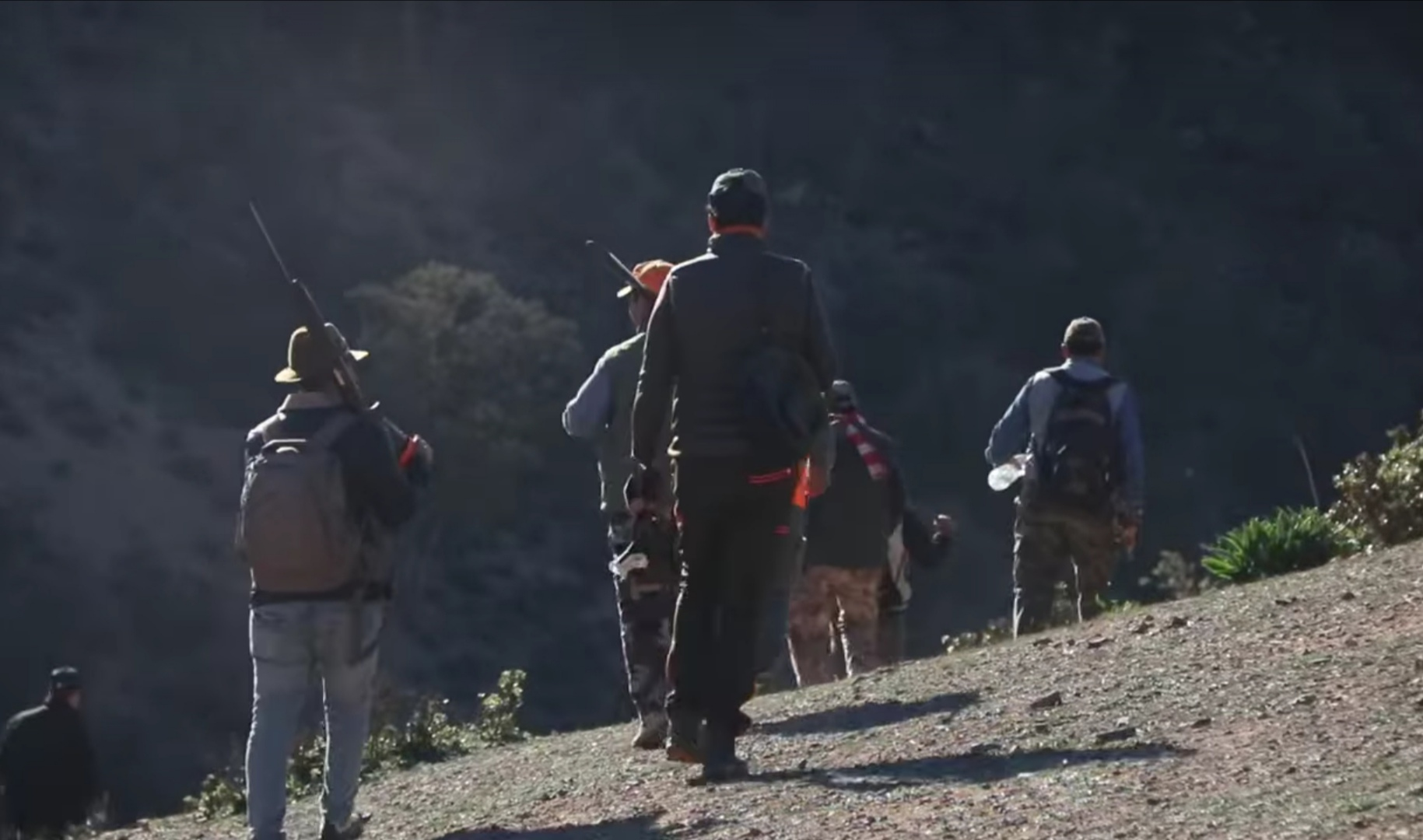
Personnes pratiquant la chasse à Ait Boukhayou

La chasse au perdrix gambra est une activité prisée dans la région et attire chasseurs des différentes parties de l'île. Les chasseurs contribuent au dynamisme économique de la communauté locale. Cette activité est gérée de manière responsable, avec des règlements stricts en place pour préserver l'équilibre écologique de la région.

## Attaque de lion de l'Atlas à Khénifra

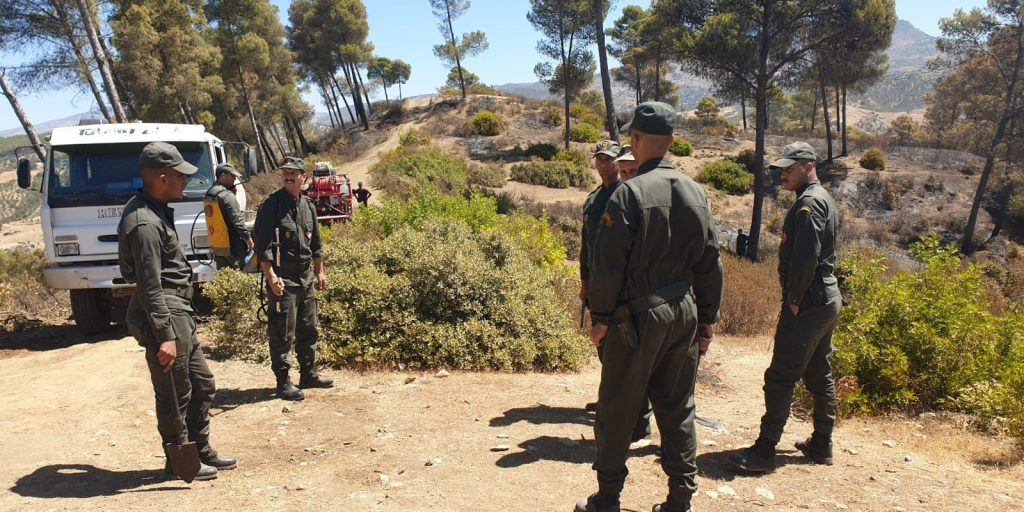

Après des témoignages signalant l'observation d'un lion de l'atlas, espèce réputée éteinte, et des attaques présumées sur des agneaux, une enquête approfondie a été menée en collaboration avec les autorités locales et la Gendarmerie Royale. Les résultats ont écarté l'hypothèse d'attaques de lion, les empreintes découvertes ayant été identifiées comme appartenant à des canidés, probablement des chiens ou des loups dorés d'Afrique du Nord. Une autopsie sur une agnelle à Oulmès a également exclu l'implication d'un félin de grande taille, les traces de morsures correspondant plutôt à un canidé. Les ratissages par drones n'ont révélé aucune observation ou indice, confirmant ainsi que l'hypothèse des attaques de lion peut être écartée. 
En janvier 2024, l'Agence Nationale des Eaux et Forêts (ANEF) a dissipé les rumeurs entourant une prétendue attaque de lion dans la région de Khénifra, notamment dans les tribus d'Ait Boukhayou,. L'organisation continue néanmoins ses prospections sur le terrain, demeurant attentive à tout témoignage ou observation d'animaux sauvages pour une vérification minutieuse et des actions appropriées.